# Associação de Hong Kong de Hóquei no Gelo
A Associação de Hong Kong de Hóquei no Gelo é o órgão que dirige e controla o hóquei no gelo de Hong Kong, comandando as competições nacionais e a seleção nacional.